# Bronsdrongo
De bronsdrongo  (Dicrurus aeneus) is een zangvogel uit de familie Dicruridae (drongo's). Aeneus betekent in het Latijn: gemaakt van brons.

## Kenmerken
De bronsdrongo is met 23 cm lengte een vrij kleine soort drongo. Hij lijkt op de koningsdrongo maar is nog meer glanzend blauwzwart. De staart is smal en duidelijk gevorkt. Jonge vogels zijn dof gekleurd bruin, zonder glanzende veren en hun vleugelpennen hebben witte uiteinden.

## Leefwijze
Net als de andere soorten drongo's zijn het actieve en luidruchtige vogels die vaak voorkomen in gemengde groepen van insectenetende bosvogels. Zij vangen hun prooi in vlucht. Tegen indringers in hun broedterritorium treden ze agressief op, ook als de indringer veel groter is dan de drongo zelf.

## Verspreiding en leefgebied
De bronsdrongo komt voor in het Oriëntaals gebied. Het zijn bewoners van de bossen van het Indisch subcontinent en grote delen van Indochina, het schiereiland Malakka, Sumatra en Borneo. Het is een algemeen voorkomende vogel van verschillende typen bos zoals primair regenwoud en uitgekapt bos zowel in het laagland als in heuvelland- en bergbos tot 2000 m boven de zeespiegel.
De soort telt drie ondersoorten:
- D. a. aeneus: van India en de centrale Himalaya via zuidelijk China en Myanmar tot noordelijk Malakka.
- D. a. malayensis: zuidelijk Malakka, Sumatra en Borneo.
- D. a. braunianus: Taiwan.

## Status
De bronsdrongo heeft een groot verspreidingsgebied en de grootte van de populatie is niet gekwantificeerd. Er is geen aanleiding te veronderstellen dat de soort in aantal achteruit gaat. Daarom staat deze drongo als niet bedreigd op de Rode Lijst van de IUCN.

## Afbeeldingen

Foto's uit Purbasthali in Bardhaman (West-Bengalen, India)
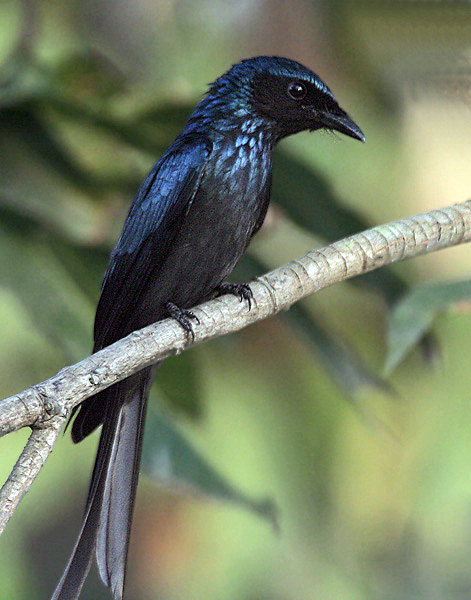
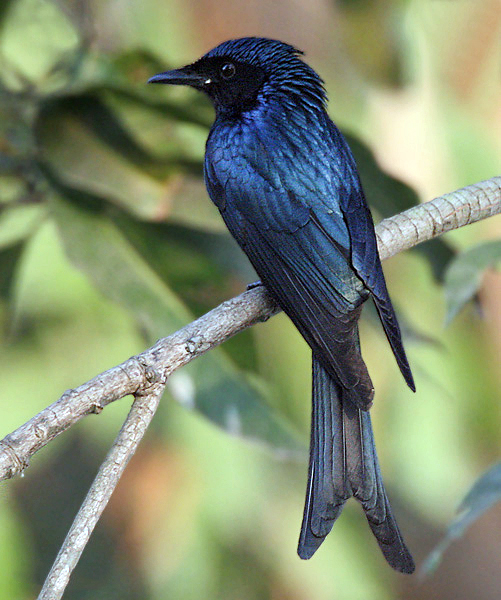
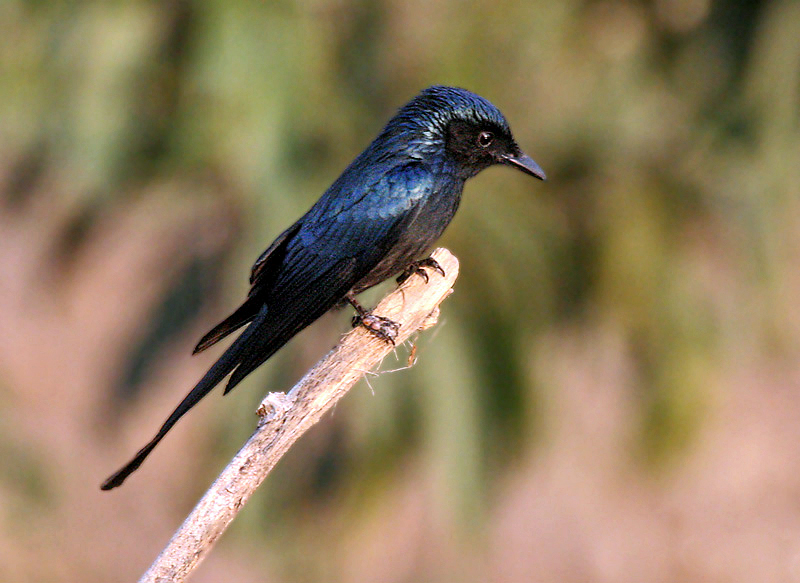
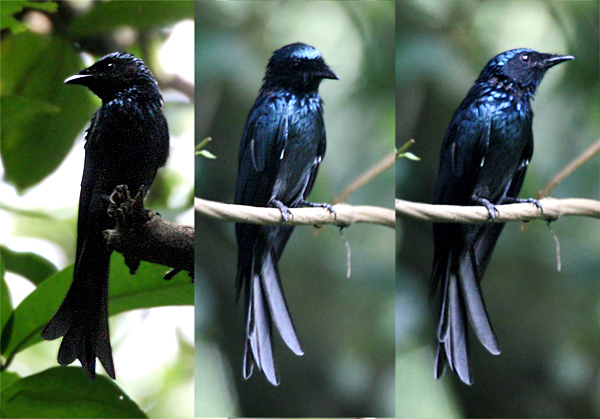